# يوري سميرنوف
يوري سميرنوف (بالأوكرانية: Юрій Олександрович Смирнов) هو سياسي روسي، ولد في 17 أغسطس 1948 في باي في روسيا. انتخب رئيس الشرطة.